# Агирре-и-Салинас, Осмин
Осмин Агирре-и-Салинас (25 декабря 1889 — 17 июля 1977) — сальвадорский военный и государственный и политический деятель. Президент Сальвадора с 21 октября 1944 по 1 марта 1945 года. 

## Биография
Полковник сальвадорской армии, Агирре провёл два успешных государственных переворота против правительства Сальвадора: в 1931 и 1944 годах. Приняв участие в перевороте 2 декабря 1931 года против Артуро Араухо, вошёл в эфемерный «Гражданский директорат», занял пост военного министра. После передачи власти 4 декабря генералу Максимилиано Эрнандесу Мартинесу был назначен шеф-директором Национальной гвардии. 
Как шеф полиции нёс ответственность за подавление коммунистического крестьянского восстания 1932 года и жестокие репрессии против его участников (было убито до 30 тысяч человек, в том числе казнён его предводитель Фарабундо Марти).
В октябре 1944 года, свергнув предыдущего и. о. президента, бригадного генерала Андреса Игнасио Менендеса, сам стал временным президентом. Из-за его жестоких репрессий против оппозиции и профсоюзного движения, из-за чего против него 8 декабря подняли студенческое восстание, а четыре дня спустя вторглись повстанцы с территории Гватемалы.
На президентских выборах января 1945 года поддерживал своего выдвиженца Сальвадора Кастанеду Кастро, получившего 99,7% голосов, хотя его собственную кандидатуру выставила Социал-демократическая партия. Пятеро остальных кандидатов бойкотировали выборы из-за массовых нарушений. Был низложен сам в марте 1945 года и в итоге вынужден бежать в изгнание в Гондурас. 
Позже он был убит возле своего дома в Сан-Сальвадор в возрасте 87 лет.